# Corynetinus fimetarius
Corynetinus fimetarius là một loài bọ cánh cứng trong họ Cleridae. Loài này được miêu tả khoa học đầu tiên năm 1862 bởi Wollaston.